# Hatásvadászok
A Hatásvadászok egy 1982-ben készült színes, magyar filmszatíra, amit Szurdi Miklós rendezett.

## Cselekmény
A vidéki színházban épp a Három a kislányt próbálják, amikor híre megy, hogy a nagy beteg író meglátogatja őket, aki azt hiszi, hogy az ő betiltott darabját próbálják, ezért a színészek úgy csinálnak, mintha a betiltott darabot akarnák játszani.

## Szereplők
- Szakácsi Sándor – Horkai Ádám
- Udvaros Dorottya – Andrea
- Linka György – Gál Szabó Endre
- Eszenyi Enikő – Kati
- Végvári Tamás – színházigazgató
- Töreky Zsuzsa – Ica
- Balogh Emese – Baba
- Bodnár Erika – Erika
- Egri Kati – Kriszta
- Egri Márta – Vajda Ági
- Papadimitriu Athina – Edit
- Falvay Klára – Retus
- Tábori Nóra – Rózsi
- Trokán Péter – Zoltán, Andrea férje
- Gera Zoltán – Selmeczi
- Czibulás Péter – Lippay
- Hetényi Pál – Lacza Pista
- Balajti Sándor – Kukuja
- Hollósi Frigyes – Gálos Frici
- ifj. Kőmíves Sándor – Bubu, karmester
- Takács Gyula – Barnafy, bonviván
- Kézdy György – Gránit Misi
- Nagy Zoltán – Kertész Sanyi
- Vajda László – Bakács Gyuszi
- Verebes István – Kassakürthy István, dramaturg
- Sörös Sándor – Gerevics
- Ádám Tamás – Vízi
- Csuja Imre
- Mucsi Zoltán